# Iglesia católica en la República Democrática del Congo

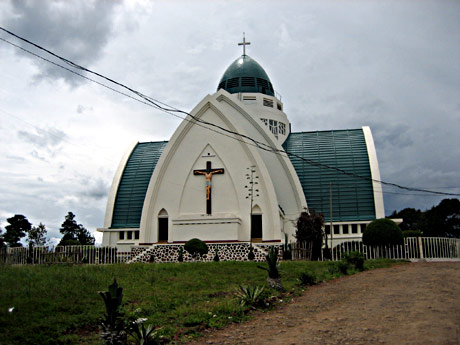
Catedral de Nuestra Señora de la Paz (Notre-Dame de la Paix) en Bukavu.

La Iglesia católica cuenta con alrededor de unos treinta millones de fieles en la República Democrática del Congo, prácticamente la mitad de la población. El catolicismo fue introducido al actual territorio congoleño de la mano de los colonizadores europeos, principalmente portugueses, franceses y por último belgas. 
La Iglesia congoleña se divide en 6 arquidiócesis y 41 diócesis. El centro religioso del país es Kinshasa, la capital, siendo su arzobispo Fridolin Ambongo Besungu desde su nominación el 1 de noviembre de 2018.
Sus arquidiócesis son:
- Arquidiócesis de Bukavu
- Arquidiócesis de Kananga
- Arquidiócesis de Kinshasa
- Arquidiócesis de Kisangani
- Arquidiócesis de Lubumbashi
- Arquidiócesis de Mbandaka-Bikoro